# جون مكوردي (تنس)
جون مكوردي (بالإنجليزية: John McCurdy)‏ مواليد 13 مايو 1960 في أستراليا، هو لاعب كرة مضرب أسترالي سابق وكان يلعب باليد اليمنى. أعلى تصنيف له في الفردي كان المركز الـ 86 في سنة 1983. أعلى تصنيف له في الزوجي كان المركز الـ 169 في سنة 1984.

## النهائيات

### الزوجي: (1)
| الرقم | السنة | الدورة          | الأرضية | الشريك       | المنافس في النهائي     | النتيجة في النهائي |
| ----- | ----- | --------------- | ------- | ------------ | ---------------------- | ------------------ |
| 1.    | 1982  | سيدني، أستراليا | صلبة    | بيتر جونستون | جون بنسون كريس جونستون | 6–7, 7–6, 7–6      |

## روابط خارجية
- جون مكوردي على موقع رابطة محترفي التنس (الإنجليزية)
- جون مكوردي على موقع الاتحاد الدولي لكرة المضرب (الإنجليزية)
- جون مكوردي على موقع خلاصة التنس.كوم (الإنجليزية)